# Салім Бен Буана
Салім Бен Буана (фр. Salim Ben Boina, нар. 19 липня 1991, Марсель) — коморський футболіст, воротар клубу «Епіналь» та національної збірної Коморських Островів. Виступав також за низку французьких нижчолігових клубів.

## Клубна кар'єра
Салім Бен Бойна народився у 1991 році в Марселі. Розпочав виступи на футбольних полях у складі команди «Гарданн» у 2012 році, в якій грав до 2014 року. У 2014 році футболіст перейшов до клубу «Консолат», у якому грав до 2018 року. У 2018 році нетривалий час грав у складі клубу «Мартіг», і ще в цьому році перейшов до клубу «Атлетіко Марсель», після чого в наступному році повернувся до клубу «Мартіг», у якому цього разу грав до 2021 року.
У 2021 році коморський воротар перейшов до клубу «Ендум». На початку 2022 року Бен Бойна перейшов до клубу «Епіналь». Станом на 20 листопада 2024 року відіграв за команду з Епіналя 53 матчі в національному чемпіонаті.

## Виступи за збірну
У 2015 році Салім Бен Буана дебютував у складі національної збірної Коморських Островів. У складі збірної був учасником Кубка африканських націй 2021 року у Камеруні. Станом на лютий 2025 року зіграв у складі національної збірної 25 матчів, у яких пропустив 25 мёячів.